# Falcidia
La lex Falcidia va ser una important llei romana que buscava combatre la manca de respecte de les lleis Furia testamentaria i Voconia. Per evitar aquesta llei els testadors romans feien sovint petits llegats a moltes persones que de vegades superaven el que es deixava a l'hereu.
La llei deixava llibertat de llegar però obligava a que l'hereu havia de rebre almenys la quarta part de l'herència, i si era necessari, descomptant un quart de cadascun dels petits llegats. Es va aprovar l'any 39 aC (714 de la fundació de Roma) a proposta del tribú de la plebs Publi Falcidi, quan eren cònsols Gneu Domici Calví i Gai Asini Pol·lió. Aquesta norma continua vigent en l'actual codi de successions de Catalunya amb l'anomenada "quarta falcídia" que justament estableix que l'hereu ha de rebre un quart de l'herència quan els llegats siguin superiors a aquesta.